# كروفورد بويد
كروفورد بويد (بالإنجليزية: Crawford Boyd)‏ (1 يناير 1952 - ) هو لاعب كرة قدم بريطاني في مركز الدفاع. لعب مع كوين أوف ساوث.